# 830-й отдельный разведывательный артиллерийский дивизион
830-й отдельный разведывательный артиллерийский дивизион Резерва Главного Командования — воинское формирование Вооружённых Сил СССР, принимавшее участие в Великой Отечественной войне.
Сокращённое наименование — 830-й орадн РГК.

## История
Сформирован (Приказ НКО СССР № 0293 от 19 апреля 1942 года "Об изменении штатов артиллерийских частей ") 25 апреля 1942 года на базе радн 270-го кап 4-й ударной армии Калининского фронта.
В действующей армии с 25.04.1942 по 10.06.1944.
В ходе Великой Отечественной войны вёл артиллерийскую разведку в интересах артиллерии соединений 4-й ударной армии Калининского и 1-го Прибалтийского  фронтов.
10 июня 1944 года в соответствии с приказом НКО СССР от 16 мая 1944 года №0019 «Об усилении армий артиллерийскими средствами контрбатарейной борьбы», директивы заместителя начальника Генерального штаба РККА от 22 мая 1944 г. №ОРГ-2/476 830-й орадн обращён на формирование 138-й пабр 4-й ударной армии.

## Состав
до июля 1943 года
- Штаб
- Хозяйственная часть
- батарея звуковой разведки (БЗР)
- батарея топогеодезической разведки (БТР)
- взвод оптической разведки (ВЗОР)
- фотограмметрический взвод (ФГВ)
- артиллерийский метеорологический взвод (АМВ) (в январе 1943 года передан в штабную батарею УКАРТ армии)
- хозяйственный взвод

с июля 1943 года
- Штаб
- Хозяйственная часть
- 1-я батарея звуковой разведки (1-я БЗР)
- 2-я батарея звуковой разведки (2-я БЗР)
- батарея топогеодезической разведки (БТР)
- взвод оптической разведки (ВЗОР)
- фотограмметрический взвод (ФГВ)
- хозяйственный взвод

## Подчинение
| Дата                  | Фронт                   | Армия             | Корпус | Дивизия | Бригада | Примечания |
| --------------------- | ----------------------- | ----------------- | ------ | ------- | ------- | ---------- |
| 25.104.42 -20.10.43г. | Калининский фронт       | 4-я ударная армия | -      | -       | -       | -          |
| 20.10.43 -10.06.44г   | 1-й Прибалтийский фронт | 4-я ударная армия | -      | -       | -       | -          |

## Командование дивизиона
Командир дивизиона
- майор, подполковник Суворов Михаил Васильевич
- майор Омельченко Фёдор Иванович

Заместитель командира дивизиона
- капитан Левченко Иван Васильевич

Начальник штаба дивизиона
- капитан Попель Донат Михайлович
- капитан Клюев Юрий Васильевич
- ст. лейтенант Жуков Михаил Спиридонович

Заместитель командира дивизиона по политической части
- майор Фёдоров Леонид Кондратьевич

Помощник начальника штаба дивизиона
- капитан Двинов Борис Моисеевич

Помощник командира дивизиона по снабжению
- капитан Драбкин Меер Иосифович

## Командиры подразделений дивизиона
Командир  БЗР(до июля 1943 года)
- капитан Тащилин Иван Федотович

Командир 1-й БЗР
- капитан Тащилин Иван Федотович

Командир 2-й БЗР
- ст. лейтенант, капитан Школьник Эмануил Вольфович

Командир БТР
- капитан Левченко Иван Васильевич
- ст. лейтенант Жуков Михаил Спиридонович
- ст. лейтенант Батарчук Геннадий Иосифович

Командир ВЗОР
- ст. лейтенант Ахмадулин Икрам Султанович
- лейтенант Шапиро Арон Григорьевич

Командир ФГВ
- ст. лейтенант Коханий Семён Петрович

Командир АМВ
- ст. лейтенант Клюев Фёдор Андреевич